# گتارندورا
گتارندورا دهستانی در استان آبیلای اسپانیا است.
در این دهستان ۱۷۳ نفر زندگی می‌کنند. مساحت این دهستان ۱۰٫۵۶ کیلومتر مربع است.